# Vocea ta
Vocea ta är solo-debutalbumet av den rumänska sångaren Elena Gheorghe. Det gavs ut år 2006 och innehåller 10 låtar. Det var hennes första album som soloartist efter att hon lämnat musikgruppen Mandinga.

## Låtlista
| Nr  | Titel                        | Längd |
| --- | ---------------------------- | ----- |
| 1.  | Vocea Ta                     | 3:34  |
| 2.  | Dulce Ca Mierea              | 3:05  |
| 3.  | N-ai Să Vii                  | 3:21  |
| 4.  | Ochii Tăi Căprui             | 3:10  |
| 5.  | Dorinţe                      | 3:16  |
| 6.  | Dans Latino                  | 3:25  |
| 7.  | Noaptea Sau În Zori          | 3:30  |
| 8.  | Paradisul                    | 3:22  |
| 9.  | Vocea Ta (Summertime Rmx)    | 3:32  |
| 10. | Soarele Meu (Lucaccione Rmx) | 3:22  |